# Bucky O'Hare
Bucky O'Hare é uma personagem de banda desenhada criada por Larry Hama e Michael Golden em 1978.
O enredo gira em torno de um universo paralelo dividido por uma guerra entre a Federação dos Animais Unidos (United Animals Federation) e o Império dos Sapos (Toad Empire). A única salvação do universo é um coelho verde (Bucky) e a sua tripulação, perante uma ineficaz Federação dos Animais contra o maléfico computador KOMPLEX, que domina a inteira população dos sapos. Desde a publicação das suas primeiras aventuras foi mais tarde adaptado a uma série de televisão, jogo de vídeo e brinquedos.